# Jahreswende
Unter Jahreswende oder Jahreswechsel versteht man im Allgemeinen den Zeitraum einiger Tage, in dem ein Kalenderjahr zu Ende geht und ein neues Jahr beginnt. Es ist der Übergang von einem Jahr zum nächsten.

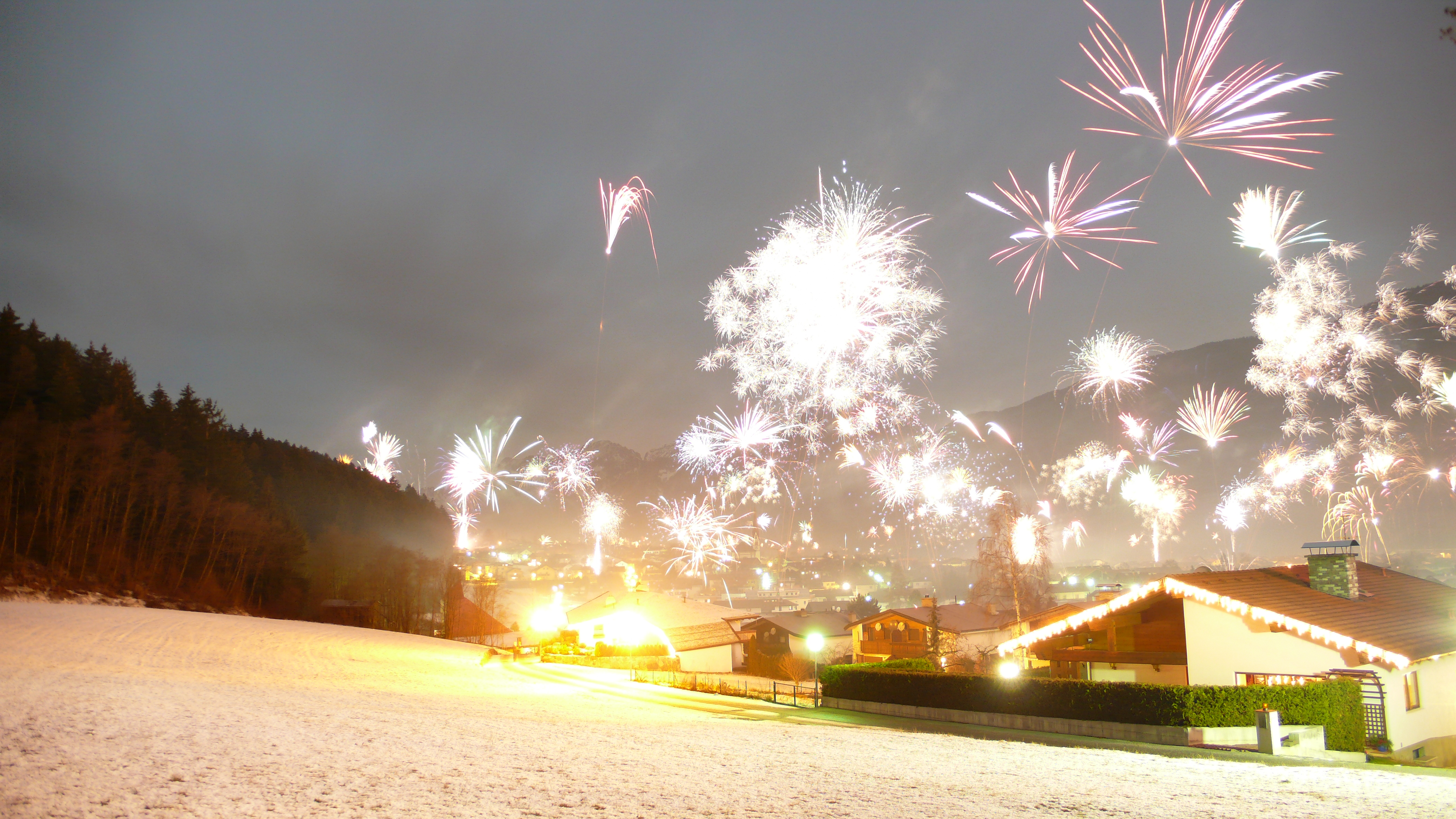
Das alte Jahr wird mit Feuerwerk verabschiedet – das Neue ebenso begrüßt.

Im engeren Sinn ist es der Zeitpunkt selbst, an dem die Datumsgrenze zwischen zwei Jahren überschritten wird, also Mitternacht zwischen dem letzten Tag des vergangenen und dem ersten Tag des neuen Jahres.
Im westlichen Kulturraum betrifft die Jahreswende normalerweise die Tage um Silvester und Neujahr.